# Hitchcockella
Hitchcockella là một chi thực vật có hoa trong họ Hòa thảo (Poaceae).

## Loài
Chi Hitchcockella gồm các loài: